# Festuca altissima
Festuca altissima là một loài thực vật có hoa trong họ Hòa thảo. Loài này được All. mô tả khoa học đầu tiên năm 1789.

## Hình ảnh

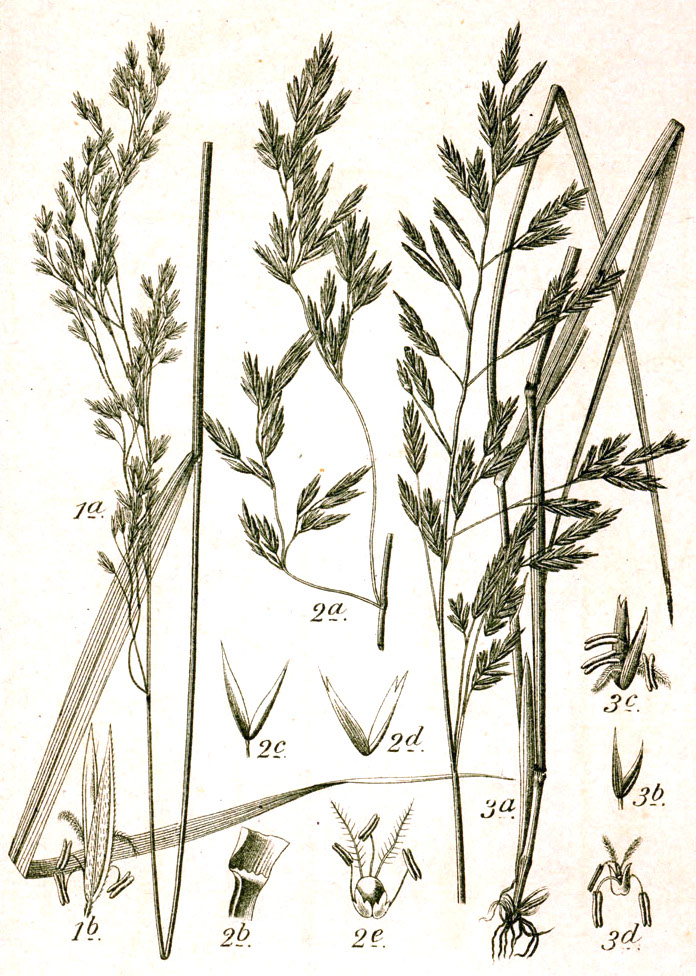
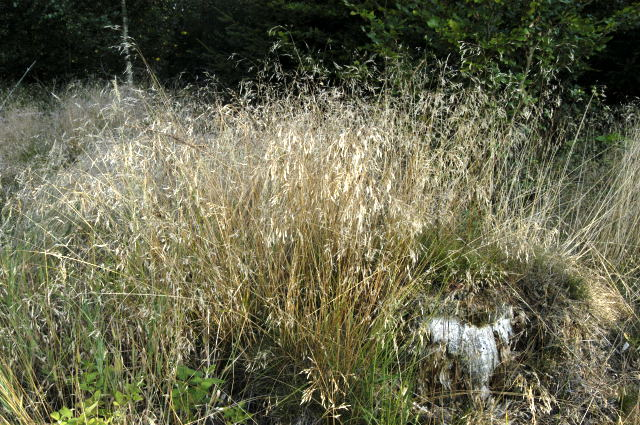
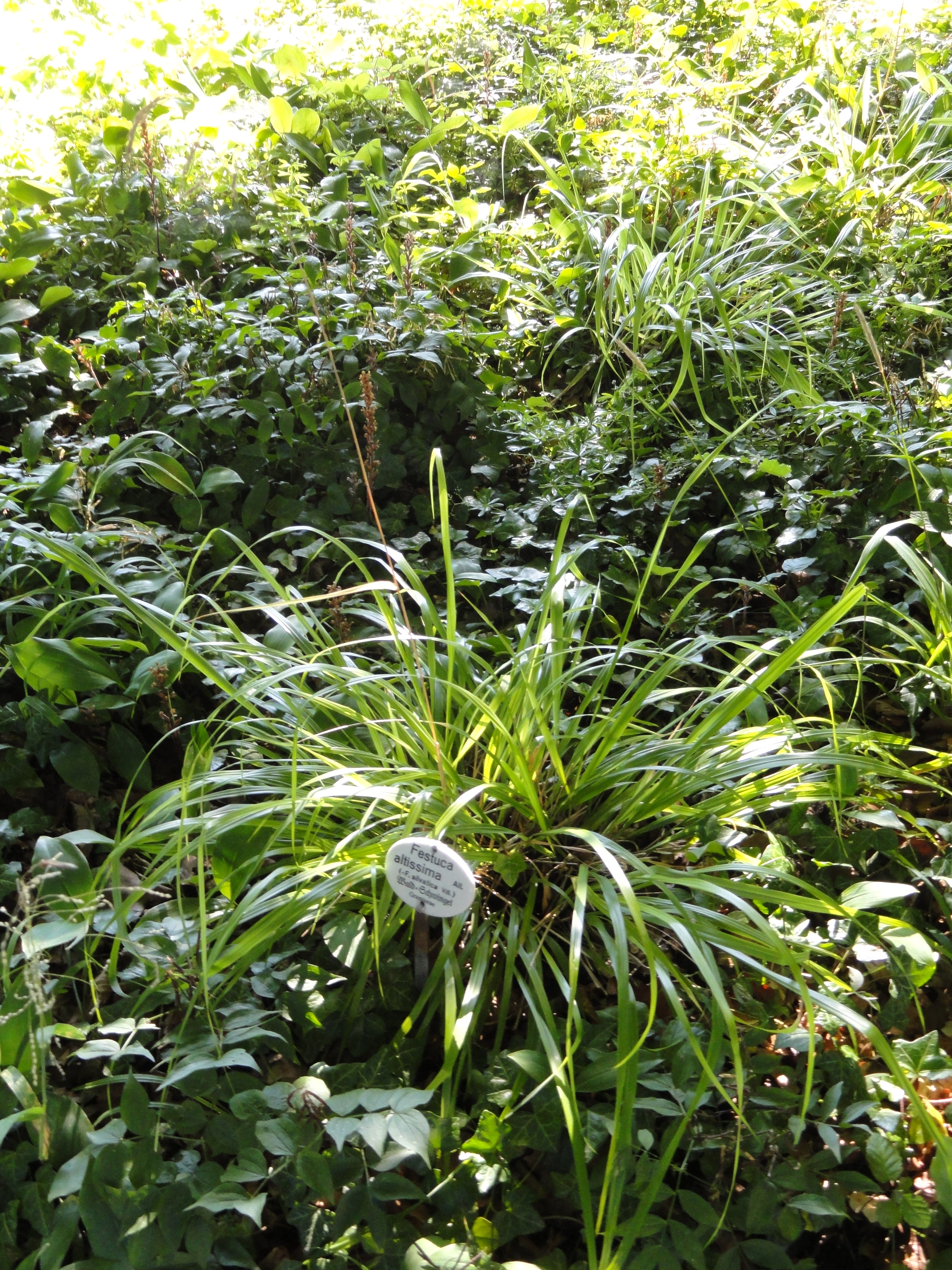
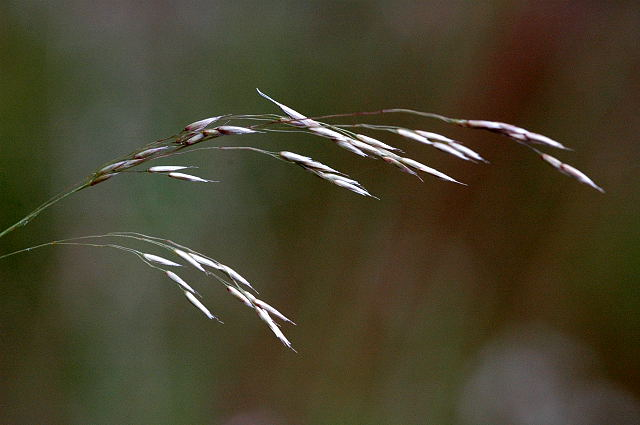